# Corriere diplomatico
Un corriere diplomatico è un funzionario diplomatico incaricato di trasportare la corrispondenza o altri contenitori appositamente contrassegnati (valigia diplomatica) da o verso un'ambasciata o una missione diplomatica.
Pur non essendo agenti diplomatici, ai sensi della Convenzione di Vienna sulle relazioni diplomatiche del 1961 i corrieri godono di immunità diplomatica (articolo 27 della convenzione), se dotati di un apposito documento ufficiale: non possono essere perquisiti né arrestati o messi in detenzione; l'immunità tanto del corriere quanto della valigia permane anche qualora il corriere si trovi ad attraversare uno Stato terzo, estraneo a quello accreditatario della missione. Ogni missione ha i suoi corrieri diplomatici designati, ma lo Stato che lo invia o la missione diplomatica stessa possono designare anche corrieri ad hoc per circostanze specifiche: in questo caso, l'immunità diplomatica del corriere cessa non appena la valigia diplomatica che trasporta è consegnata a destinazione; la valigia diplomatica può anche essere affidata per il trasporto a un comandante di aereo di linea, il quale però non acquista per questo la qualifica di corriere diplomatico.
Nel Regno Unito i corrieri diplomatici sono designati come Queen's Messenger, "messaggeri della Regina".